# Руперт (Пенсільванія)
Руперт (англ. Rupert) — переписна місцевість (CDP) в США, в окрузі Колумбія штату Пенсільванія. Населення — 154 особи (2020).

## Географія
Руперт розташований за координатами 40°58′32″ пн. ш. 76°28′54″ зх. д. / 40.97556° пн. ш. 76.48167° зх. д. (40.975486, -76.481593).  За даними Бюро перепису населення США в 2010 році переписна місцевість мала площу 2,44 км², з яких 2,34 км² — суходіл та 0,09 км² — водойми.

## Демографія
Згідно з переписом 2010 року, у переписній місцевості мешкали 183 особи в 71 домогосподарстві у складі 55 родин. Густота населення становила 75 осіб/км².  Було 74 помешкання (30/км²).
Расовий склад населення:
| - 100,0 % — білих |

До двох чи більше рас належало 0,0 %. Частка іспаномовних становила 1,1 % від усіх жителів.
За віковим діапазоном населення розподілялося таким чином: 18,0 % — особи молодші 18 років, 62,3 % — особи у віці 18—64 років, 19,7 % — особи у віці 65 років та старші. Медіана віку мешканця становила 46,8 року. На 100 осіб жіночої статі у переписній місцевості припадало 96,8 чоловіків;  на 100 жінок у віці від 18 років та старших — 92,3 чоловіків також старших 18 років.
Середній дохід на одне домашнє господарство  становив 79 211 долар США (медіана — 61 250), а середній дохід на одну сім'ю — 87 751 долар (медіана — 73 125). Медіана доходів становила 31 250 доларів для чоловіків та 29 375 доларів для жінок. За межею бідності перебувало 5,0 % осіб, у тому числі 33,3 % дітей у віці до 18 років та 0,0 % осіб у віці 65 років та старших.
Цивільне працевлаштоване населення становило 110 осіб. Основні галузі зайнятості: виробництво — 22,7 %, мистецтво, розваги та відпочинок — 22,7 %, освіта, охорона здоров'я та соціальна допомога — 21,8 %.